# Wittenhagen
Wittenhagen ist eine Gemeinde nördlich von Grimmen im Landkreis Vorpommern-Rügen. Sie wird vom Amt Miltzow mit Sitz im Sundhagener Ortsteil Miltzow verwaltet.

## Geografie
Wittenhagen liegt 10 km nördlich von Grimmen und 17 km südlich von Stralsund. Die Gemeinde liegt in einer sehr waldreichen Umgebung.

## Ortsteile
mit Einwohnerzahl am 31. Dezember 2015:
- Abtshagen, 819 Einwohner
- Glashagen, 104 Einwohner
- Kakernehl, 46 Einwohner
- Windebrak, 21 Einwohner
- Wittenhagen, 193 Einwohner

## Geschichte
Mit dem Westfälischen Frieden von 1648 geriet Vorpommern und somit auch der Ort Wittenhagen unter schwedische Herrschaft, nachdem der Ort vorher zum Herzogtum Pommern gehörte. Im Jahr 1815 kam die Gemeinde und Vorpommern zur preußischen Provinz Pommern.
Wittenhagen war bis 1952 Teil des Landkreises Grimmen und gehörte danach bis 1994 zum Kreis Grimmen im Bezirk Rostock. Seit 1990 gehört der Ort zum Land Mecklenburg-Vorpommern.

## Wappen, Flagge, Dienstsiegel
Die Gemeinde verfügt über kein amtlich genehmigtes Hoheitszeichen, weder Wappen noch Flagge. Als Dienstsiegel wird das kleine Landessiegel mit dem Wappenbild des Landesteils Vorpommern geführt. Es zeigt einen aufgerichteten Greifen mit aufgeworfenem Schweif und der Umschrift „GEMEINDE WITTENHAGEN * LANDKREIS VORPOMMERN-RÜGEN“.

## Sehenswürdigkeiten

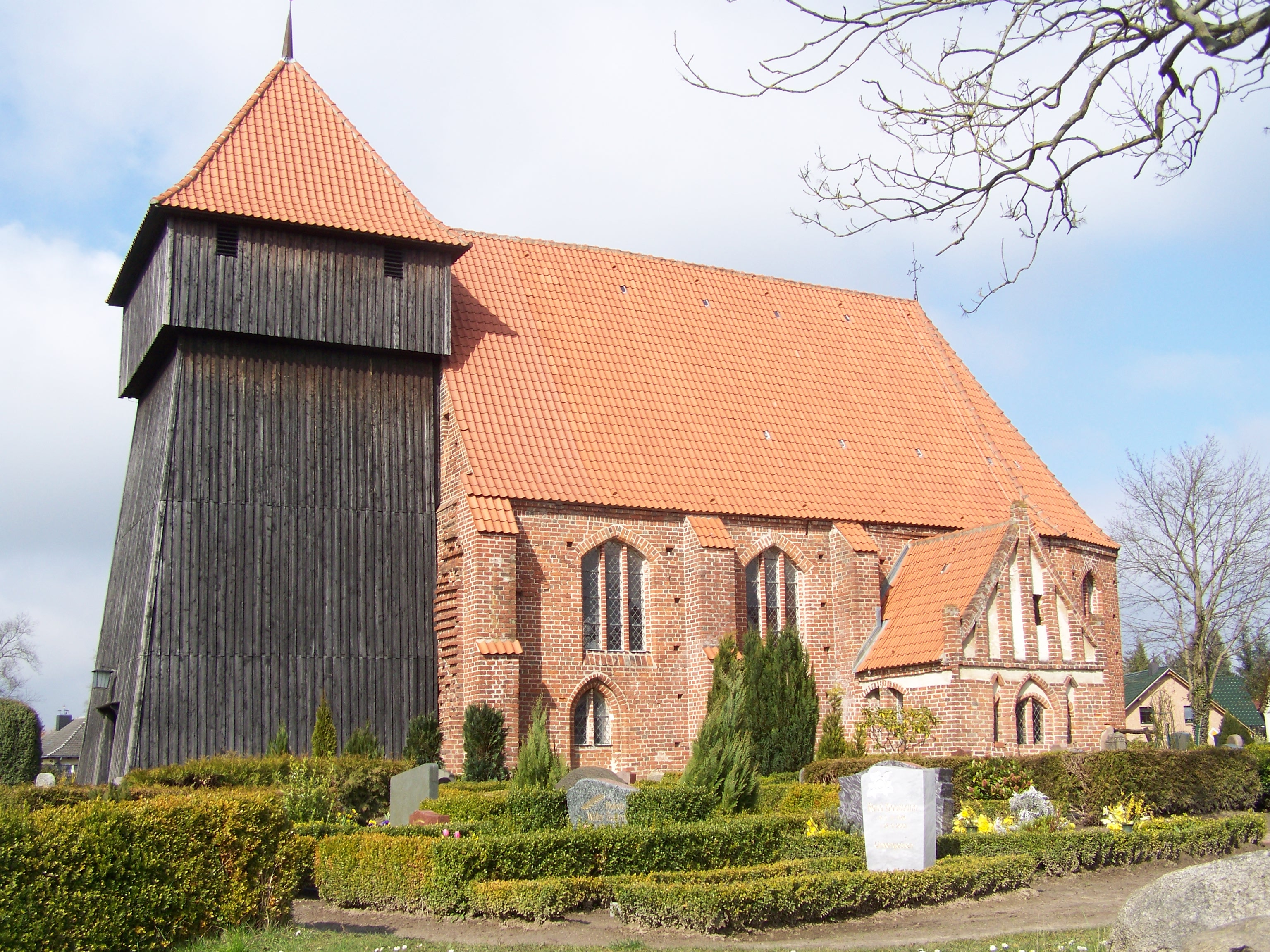
Kirche in Abtshagen

- Heilgeistkirche in Abtshagen, Kirchenschiff von 1380, hölzerner Turm von 1667, neugotische Ausstattung von 1843, originale Buchholz-Orgel von 1842 (2001 restauriert)
- Gutshaus in Glashagen als dreigeschossiger Backsteinbau von um 1900

## Verkehr
Die Bundesautobahn 20 ist über den Anschluss Grimmen-Ost (ca. 13 km) zu erreichen.
Die Bahnstrecke Berlin–Stralsund (Berliner Nordbahn) führt durch das Gemeindegebiet, in Wittenhagen halten die Regionalzüge.

## Persönlichkeiten
- Albert Theodor Wossidlo (1794–1859), evangelisch-lutherischer Geistlicher und Schriftsteller; geboren in Abtshagen
- Ernst Otto Hopp (1841–1910), Schriftsteller; geboren in Abtshagen
- Auguste Bollnow (1874–1942), Mitglied der KPD, Widerstandskämpferin und NS-Opfer; geboren in Kakernehl